# Bataillon de chasseurs mitrailleurs
Un bataillon de chasseurs mitrailleurs (BCM) ou un bataillon de chasseurs mitrailleurs indigènes coloniaux (BCMIC) est une unité militaire de l'Armée de terre française dans l'entre-deux-guerres, équipée de mitrailleuses. Les soldats des bataillons indigènes coloniaux sont des tirailleurs malgaches ou indochinois et des européens des troupes coloniales.

## Historique

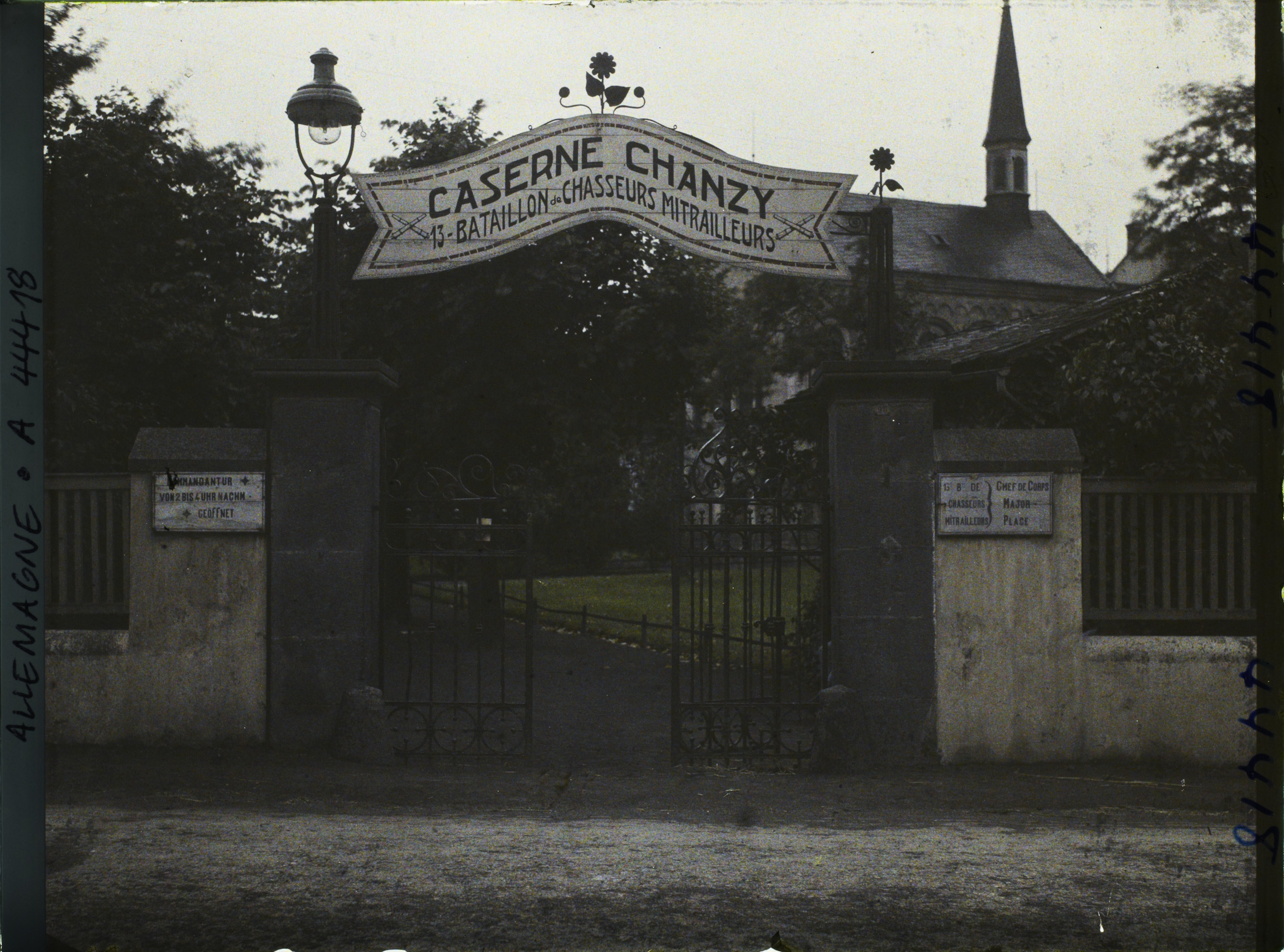
La caserne du 13e BCM à Andernach, en 1924.

Le 2e bataillon de chasseurs mitrailleurs indochinois est créé en avril 1922 à Grasse à partir du 2e bataillon de marche du Tonkin,. En mars 1923, sont créés les 1er à 13e bataillons européens, les 41e à 45e bataillons malgaches et les 51e à 54e bataillons indochinois,,.
En 1924, deux bataillons malgaches deviennent indochinois : le 44e est renuméroté 56e et le 45e prend le numéro 55,. Le 41e BCMIC est renuméroté 44e en 1925. Le 42e BCMIC est transformé en 42e bataillon de tirailleurs coloniaux la même année. L'appellation chasseurs mitrailleurs est rapidement remplacée par mitrailleurs.
Les derniers BCM et BCMIC sont dissous en 1928,,,, les Indochinois rejoignant les 51e et 52e régiments de tirailleurs indochinois, et les Malgaches les 41e et 42e régiments de tirailleurs malgaches,.

## Organisation

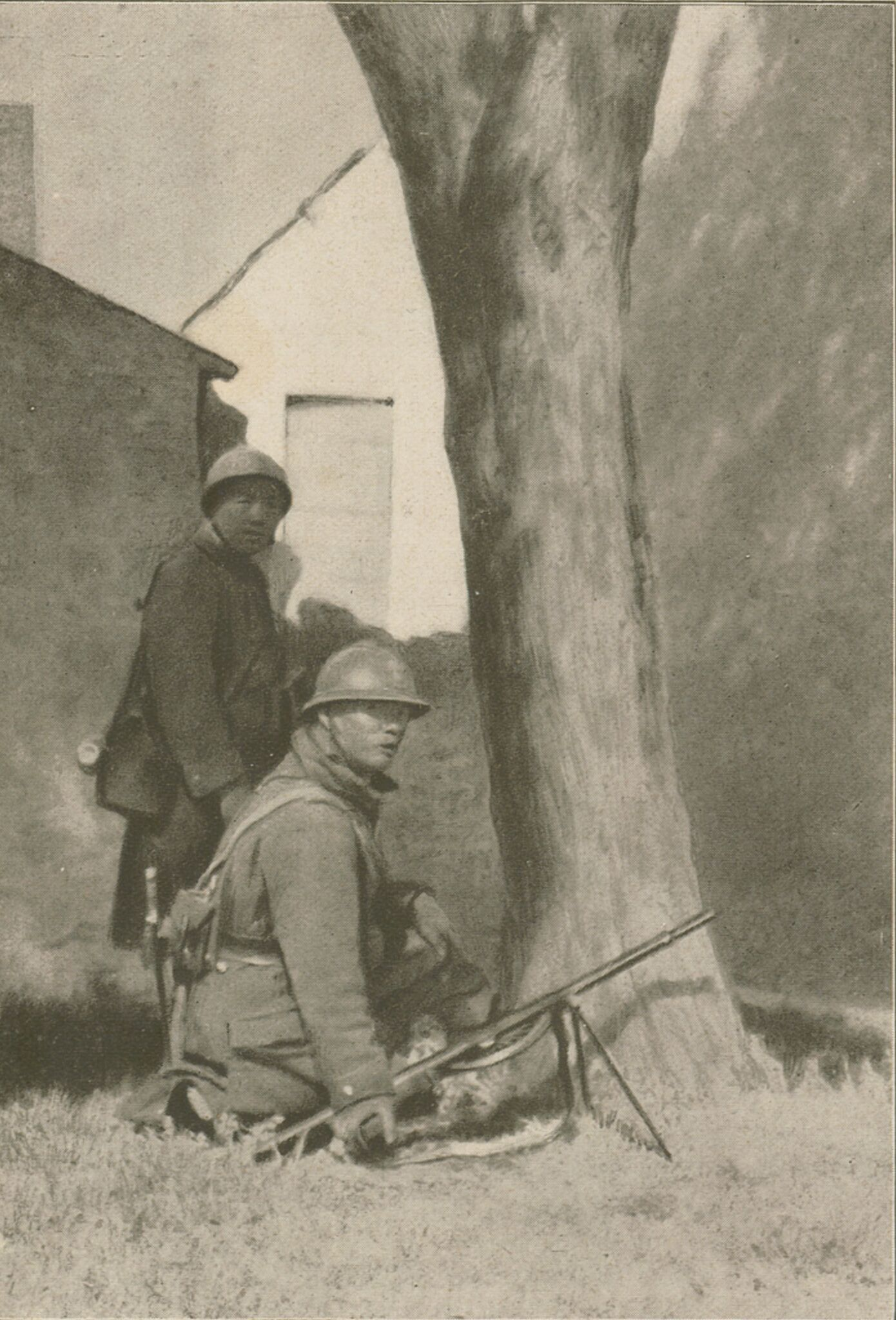
Fusiliers mitrailleurs indochinois en 1923 (lieu inconnu).

Les bataillons de chasseurs mitrailleurs sont des unités défensives, constituées afin de pouvoir tenir un front large avec un effectif réduit.
Initialement, ils comptaient quatre compagnies à douze mitrailleuses (Hotchkiss modèle 1914) et douze fusils-mitrailleurs (Chauchat ou FM 24),,. Les bataillons sont ensuite réorganisés avec une compagnie de fusiliers voltigeurs à 12 FM (identique à celle des régiments d'infanterie) et trois compagnies de mitrailleuses à 16 Hotchkiss et huit FM chacune,.

## Demi-brigades de chasseurs mitrailleurs
De 1923 à 1928, seize des bataillons de chasseurs mitrailleurs sont regroupés en six demi-brigades :
- la 11e demi-brigade de chasseurs mitrailleurs (DBCM), en garnison à Calais mais détachée à Dortmund avec l'Armée française du Rhin en 1923, regroupe les 1er, 2e et 3e BCM ;
- la 12e demi-brigade de chasseurs mitrailleurs indigènes coloniaux (DBCMIC), en garnison à Reims, regroupe les 41e et 51e BCMIC (44e et 51e après 1925) ;
- la 13e DBCMIC, en garnison à Strasbourg, regroupe les 44e, 54e et 55e BCMIC (le 44e BCMIC devient le 56e en 1924) ;
- la 15e DBCMIC, en garnison à Grasse puis à Montélimar, regroupe les 43e et 52e BCMIC ;
- la 16e DBCM, en garnison à Mayence, regroupe les 8e, 10e et 11e BCM ;
- la 17e DBCM, en garnison à Coblence, regroupe les 9e, 12e et 13e BCM.

## Liste
| Numéro  | Garnison,                                                              | DBCM     | Déploiements                                                                              | Dissolution                                          |
| ------- | ---------------------------------------------------------------------- | -------- | ----------------------------------------------------------------------------------------- | ---------------------------------------------------- |
| 1er BCM | Calais                                                                 | 11e DBCM | Détaché à l'armée du Rhin en 1923, il s'installe à Kirchlinde (de) (quartier de Dortmund) | 25 octobre 1927 (ses éléments rejoignent le 110e RI) |
| 2e BCM  | Condé-sur-l'Escaut                                                     | 11e DBCM | Détaché à l'armée du Rhin en 1923, il s'installe à Marten (de) (quartier de Dortmund)     | 25 octobre 1927 (ses éléments rejoignent le 1er RI)  |
| 3e BCM  | Labry                                                                  | 11e DBCM | Article détaillé : 3 e bataillon de chasseurs mitrailleurs .                              | octobre 1926                                         |
| 4e BCM  | Mulhouse (1923-1924) Belfort (1924-1928)                               | -        | Détaché à l'armée du Rhin en 1923                                                         | 20 avril 1928                                        |
| 5e BCM  | Troyes                                                                 | -        | Détaché à l'armée du Rhin en 1923                                                         | 20 avril 1928                                        |
| 6e BCM  | Grenoble                                                               | -        | Article détaillé : 6 e bataillon de chasseurs mitrailleurs .                              | 25 octobre 1927                                      |
| 7e BCM  | Sarrebourg (1923-1927) Neufchâteau (1927)                              | -        | Détaché à l'armée du Rhin en 1923                                                         | 25 octobre 1927                                      |
| 8e BCM  | Neustadt an der Weinstraße (1923-1924) Landau in der Pfalz (1924-1927) | 16e DBCM | Rattachés à l'armée du Rhin                                                               | 25 octobre 1927                                      |
| 9e BCM  | Coblence                                                               | 17e DBCM | Rattachés à l'armée du Rhin                                                               | 24 octobre 1927                                      |
| 10e BCM | Wiesbaden (1923-1924) Worms (1924-1927)                                | 16e DBCM | Rattachés à l'armée du Rhin                                                               | 25 octobre 1927                                      |
| 11e BCM | Weisenau (Mayence)                                                     | 16e DBCM | Rattachés à l'armée du Rhin                                                               | 25 octobre 1927                                      |
| 12e BCM | Wahn (de) (1923-1924)Coblence/Engers (1924-1927)                       | 17e DBCM | Rattachés à l'armée du Rhin                                                               | 25 octobre 1927                                      |
| 13e BCM | Andernach (1923-1926) Coblence (1926-1927)                             | 17e DBCM | Rattachés à l'armée du Rhin                                                               | 25 octobre 1927                                      |

Malgaches :
- 6e BCM malgaches
- 41e BCMIC
- 42e BCMIC
- 43e BCMIC
- 44e BCMIC
- 45e BCMIC

Indochinois :
- 2e BCM indochinois
- 51e BCMIC
- 52e BCMIC
- 53e BCMIC
- 54e BCMIC
- 55e BCMIC
- 56e BCMIC

## Drapeaux
Les bataillons de chasseurs mitrailleurs métropolitains ont un drapeau commun dont la garde passe de bataillon en bataillon tous les ans. Il est de même pour le drapeau des bataillons de chasseurs mitrailleurs coloniaux.